# تپه برتش بهده
تپه برتش بهده مربوط به دوران‌های تاریخی پس از اسلام است و در جنوب شرق روستای بهده و چهواز، بخش مرکزی، شهرستان پارسیان، استان هرمزگان واقع شده‌است. این اثر در تاریخ یکم آذرماه ۱۳۸۸ با شمارهٔ ثبت ۲۸۱۵۵ به‌عنوان یکی از آثار ملی ایران به ثبت رسیده‌است.